# Шань Госи, Павел
Павел Шань Госи (кит. 單國璽 или пиньинь: Shàn Guóxǐ; 3 декабря 1923, Пуян — 22 августа 2012, Синьбэй) — тайваньский кардинал, иезуит. Епископ Хуаляня с 15 ноября 1979 по 4 марта 1991. Епископ Гаосюна с 4 марта 1991 по 5 января 2006. Кардинал-священник с титулом церкви Сан-Кризогоно с 21 февраля 1998.

## Награды
- Большая лента специального класса ордена Бриллиантовой звезды (16 февраля 2006 года)

## Источник
- Информация  (англ.)